# Ukrývané děti
Ukrývané děti je dvojdílný italský film režiséra Leone Pompucciho, natočený v roce 2004. Obdržel devět ocenění na různých filmových festivalech.

## Děj filmu
Film líčí útěk 24 židovskýchdětí z různých států Evropy před nacisty. Skupinu vede mladý učitel Joseph (Ken Duken), syn židovského rabína ze Záhřebu, pomáhají mu Theo Dreiman a Milla Rosenbergová. Prchají nejprve z Rakouska do Chorvatska a poté přes Italy ovládané Slovinsko do Itálie. Celý útěk organizuje a podporuje italská židovská organizace DELASEM v čele s bývalým ministrem vnitra. Cestou jsou konfrontováni s italskou občanskou válkou mezi komunisty a fašisty a posléze obsazení Itálie německou armádou. Ukrývají se na Novém hradě a pak ve vesnici Nonantola. Plánovanou cestu do Palestiny po moři se díky invazi Němců nepodaří uskutečnit, takže nakonec děti prchají se svým doprovodem do Švýcarska.

## Obsazení
| Herec                 | Role                 |
| --------------------- | -------------------- |
| Ken Duken             | učitel Joseph Belzer |
| Jasmine Trinica       | Milla                |
| Zlatil Davidov        | Teo                  |
| Ennio Fantastichini   | Reiner Goldzant      |
| Toni Bertorelli       | profesor             |
| Alfredo Pea           | učitel Boris         |
| Anna Caterina Morariu | Šuša (Shosha)        |
| Eliana Miglio         | Helene               |
| Andrea Tidona         | klerik               |
| Gabriela Rasheva      | Rachel               |
| Loran Abbas           | Benno                |
| Stefan Penev          | Otto                 |
| Joanna-Maria Kirkova  | Lola                 |
| Assen Mutafchiev      | Ruben                |
| Venzi Todorov         | Andrey               |
| Ivan Djambazov        | Tadeáš (Tadeusz)     |
| Sofia-Heni Djamdjieva | Geraldine            |
| David Stefanov        | Maurice              |
| Severina Yotova       | Ester                |
| Theodor Spassov       | Thomas               |
| Bogdan Glishev        | Krieg                |
| Christo Shopov        | Nieder               |
| Philip Kovashki       | Cerni                |
| Peter Meltev          | Fiano                |
| Nikolay Binev         | rabín Abraham        |
| Stoyan Aleksiev       | pan Schmitz          |
| Maria Kavardjikova    | paní Schmitzová      |